# Каменщица
Каменщица — деревня в Кирилловском районе Вологодской области.
Входит в состав Талицкого сельского поселения, с точки зрения административно-территориального деления — в Талицкий сельсовет.
Расстояние по автодороге до районного центра Кириллова — 77 км, до центра муниципального образования Талиц — 12 км. Ближайшие населённые пункты — Дресвища, Котлово, Горушка.
По переписи 2002 года население — 12 человек.